# Bettenburger Tafelrunde

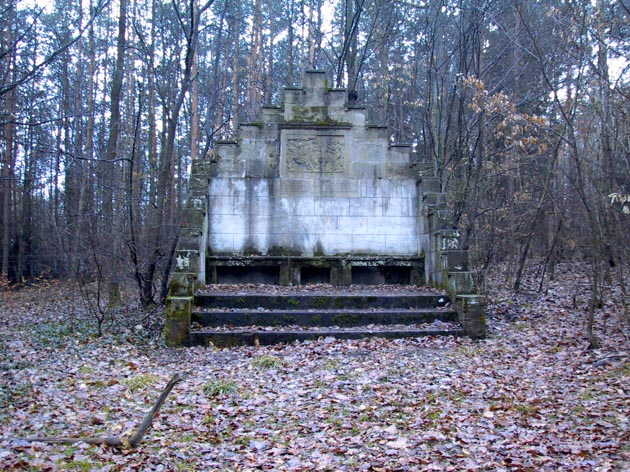
Minnesängerplatz bei der Bettenburg

Die Bettenburger Tafelrunde war ein Literaten-Kreis zu Beginn des 19. Jahrhunderts. Ins Leben gerufen wurde der Zirkel von Christian Truchseß von Wetzhausen zu Bettenburg ab dem Jahre 1814. Zu diesem Zirkel gehörten Friedrich Rückert (1788–1866), Jean Paul (1763–1825), Heinrich Voß d. J. (1779–1822), Friedrich de la Motte Fouqué (1777–1843) und Gustav Schwab (1792–1850).
Man versammelte sich auf der Bettenburg nahe Hofheim in Unterfranken. Friedrich Rückert unternahm sogar eine bekannte Wanderung von Schweinfurt zur Bettenburg. In Bezug auf die Tafelrunde fällt immer wieder auch der Begriff vom „fränkischen Weimar“.